# 3359 Purcari
3359 Purcari је астероид главног астероидног појаса чија средња удаљеност од Сунца износи 2,256 астрономских јединица (АЈ).
Апсолутна магнитуда астероида је 14,1.